# 上分町
上分町（かみぶんちょう）は、愛媛県の東予地方の宇摩郡にあった町。 1913年（大正2年）1月1日に上分村が町制施行し、上分町となる。1954年（昭和29年）に川之江町、妻鳥村、上分町、金生町、川滝村、金田村の3町3村の合併、市制施行により川之江市となり、自治体としては消滅した。その後、川之江市は平成の大合併で四国中央市となり、現在に至っている。現在の四国中央市の東部、法皇山脈の北麓に位置する。

## 地理
西流して当町に流れ込んだ金生川が、北に向きを変えて、金生村下分へと流れ込む。川の左岸に沿って土佐・阿波へと通じる街道があった。
河川
金生川
村名の由来
川の上の方という意味。

## 歴史

### 略史
江戸時代
めまぐるしく変遷を遂げている。
- はじめ松山藩領
- 1636年（寛永13年）　一柳氏領
- 1643年（寛永20年）　幕府領、松山藩預かり
- 宝永元年　西条藩領

明治以降
- 1895年（明治28年）　郡役所や警察署が三島に移設されることが決定。翌年、実施に移されると当村民と川之江村民ではこれを問題視して反対運動が勃発、警察官が出動する騒ぎとなった。後に、両村の役員は引責辞任したが、地域の浮沈がかかった大事件であった。

### 村の沿革
- 1889年（明治22年）12月15日 - 町村制施行に伴い、上分（かみぶん）村の区域をもって、宇摩郡上分村（かみぶんむら）が発足する。
- 1913年（大正2年）1月1日 上分村が町制施行し、上分町となる。
- 1954年（昭和29年）11月1日 -川之江町、妻鳥村、上分町、金生町、川滝村及び金田村が合併し、川之江市が発足する。

```
上分村・上分町の系譜
（町村制実施以前の村）　（明治期）　　　　　　　（昭和の合併）　（平成の合併）
　　　　　　　　　　　　町村制施行時
　　　　　　　　　　　　　　　　　　い　　　　　
上分　━━━━━━━━上分村━━━━上分町━━━━┓　
　　　　　　　　　　　　　　　　　　　　　　　　　┃昭和29年11月1日
　　　　　　　　　　　　　　　　　あ　　　え　　　┃合併・市制施行　
　　　　　　　　　　　川之江村━川之江町━┳━━━╋川之江市━┓
　　　　　　　　　　　二名村━━━━━━━┛　　　┃　　　　　┃
　　　　　　　　　　　妻鳥村━━━━━━━━━━━┫　　　　　┃
　　　　　　　　　　　　　　　　　　　　う　　　　┃　　　　　┃
　　　　　　　　　　　金生村━━━━━━金生町━━┫　　　　　┃
　　　　　　　　　　　川滝村━━━━━━━━━━━┫　　　　　┃
　　　　　　　　　　　金田村━━━━━━━━━━━┛　　　　　┃
　　　　　　　　　　　　　　　　　　　　　　　　　　　　　　　┃平成16年4月1日
　　　　　　　　　　　　　　　　　　　　　　　　　　　　　　　┃新設合併
　　　　　　　　　　　　　　　　　　　　　　　　　　　　　　　┣四国中央市
　　　　　　　　　　　　　　　　　　　　伊予三島市━━━━━━┫
　　　　　　　　　　　　　　　　　　　　新宮村━━━━━━━━┫
　　　　　　　　　　　　　　　　　　　　土居町━━━━━━━━┛
　　　　　　　　　　　　　　　　　　　　　　　　　
あ – 明治31年12月21日 川之江村が町制施行、川之江町に
い – 大正2年1月1日 上分村が町制施行し、上分町に
う – 昭和23年4月1日 金生村が町制施行し、金生町に
え – 昭和29年3月31日 川之江町が二名村を編入

（注記）上分村以外の合併以前の系譜はそれぞれの市町村の記事を参照のこと。

```

## 地域
1か村で治の旧村を形成したため、大字はなし。
昭和の合併により川之江市になってから、「上分町」とする。
例　川之江市上分町
平成の合併により四国中央市になってからは、「川之江市」を「四国中央市」に読み替える。
例　四国中央市上分町

## 産業
土佐・阿波に通じる街道上に位置し、江戸時代から商業が栄えた。
工業用水確保を課題としてきたが、銅山川からの導水によりほぼ解決したこともあり、昭和30年代以降、当町地域へ製紙工場や紙加工工場の立地が進んだ。
南の山麓では米作、柑橘類等の農業も営まれる。

## 交通
鉄道はなし。最寄り駅は川之江駅。
- 国道192号